# متحف السجاد في شوشا

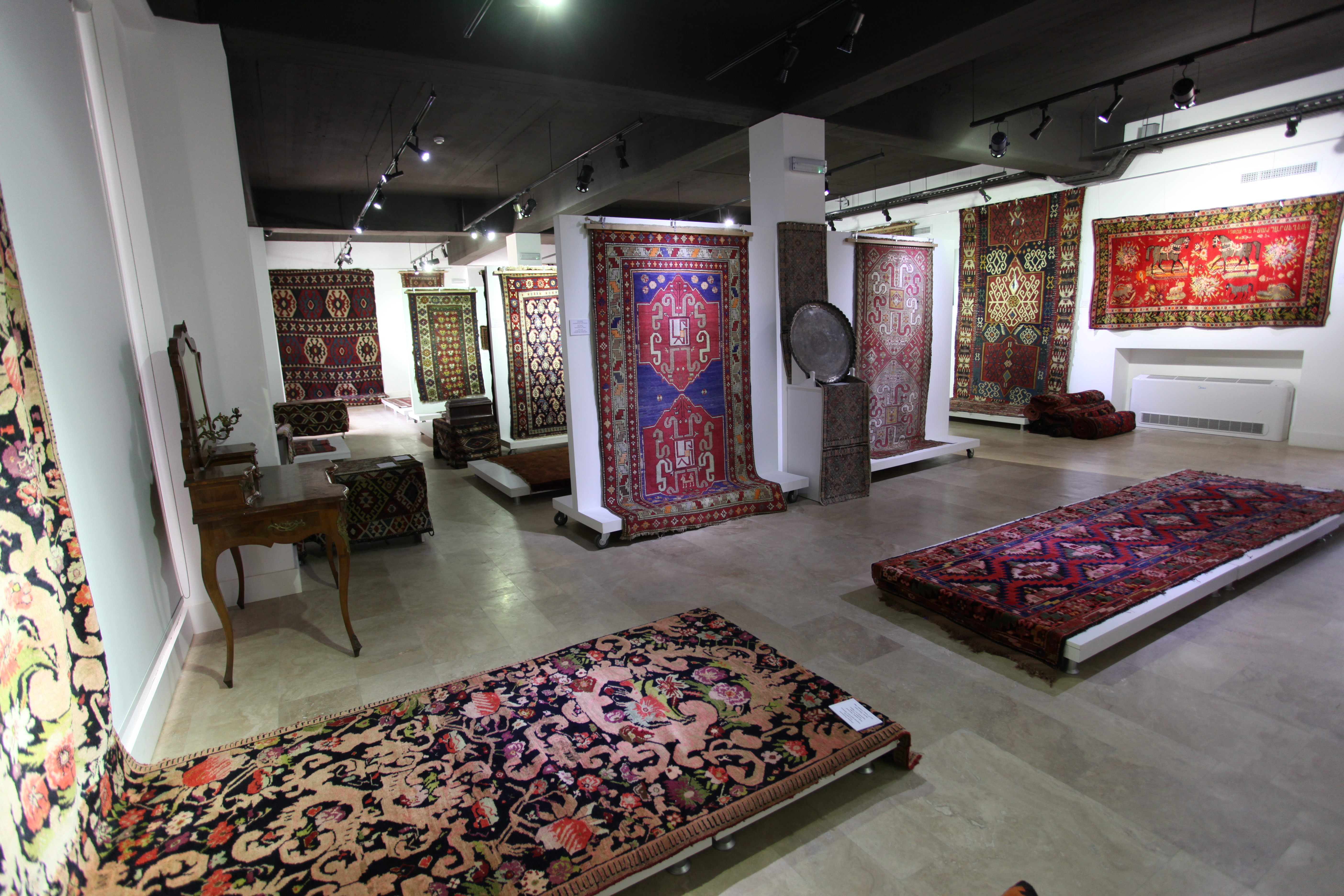
صورة لمتحف السجاد في شوشا من الداخل.

متحف السجاد في شوشا (بالأذرية: Şuşa Xalça Muzeyi) - هو فرع متحف الحكومية للفن الشعبي التطبيقي و السجاد الأذربيحاني في شوشا.

## تاريخ المتحف
أسس متحف السجاد في شوشا بموجب قرار من وزارة الثقافة في جمهورية أذربيجان الاشتراكية السوفيتية (في الوقت الحاضر وزارة الثقافة ) رقم 502 في 26 سبتمبر عام 1985 للتعلم والحفاظ تقاليد للفن السجاد قاراباغ.
بدأ المتحف إلى نشاته من 19 مايو عام 1987 في النصب التذكاري للقرن الثامن عشر الذي ينتمي إلى سمد باي مهمانداروف.
وتم عرض في في فرغ شوشا السجاد ومنتجات السجاد والنمورج من المجوهرات والعينات المعدنية، والأزياء الوطنية.
تسبب الحرب بيت أذربيجان وأرمينيا لتوقف الفرع عن أنشطته في 1992. في 29 فبراير 1992، تم نقل 183 قطعة من 246 قطعة لفرع شوشا إلى الصندوق الرئيسي للمتحف.
قي الوقت الحاضر يواصل فرع متحف السجاد في شوشا نشاطه في متحف السجاد في أذربيجان.